# Pablo Solchaga
Pablo Rubén Solchaga (Buenos Aires, 5 ottobre 1976) è un allenatore di calcio ed ex calciatore argentino, di ruolo attaccante.

## Carriera
Ha iniziato la sua carriera con l'Almagro in Argentina. Si è poi trasferito al Los Andes.